# Otacílio Nascimento
Octacílio Nascimento (Imbituba – 14 de outubro de 1973) foi um político brasileiro.
Casou com Leontina Carvalho.
Foi deputado à Assembleia Legislativa de Santa Catarina na 2ª legislatura (1951 — 1955), eleito pelo Partido Trabalhista Brasileiro (PTB).